# 리처드 매드슨

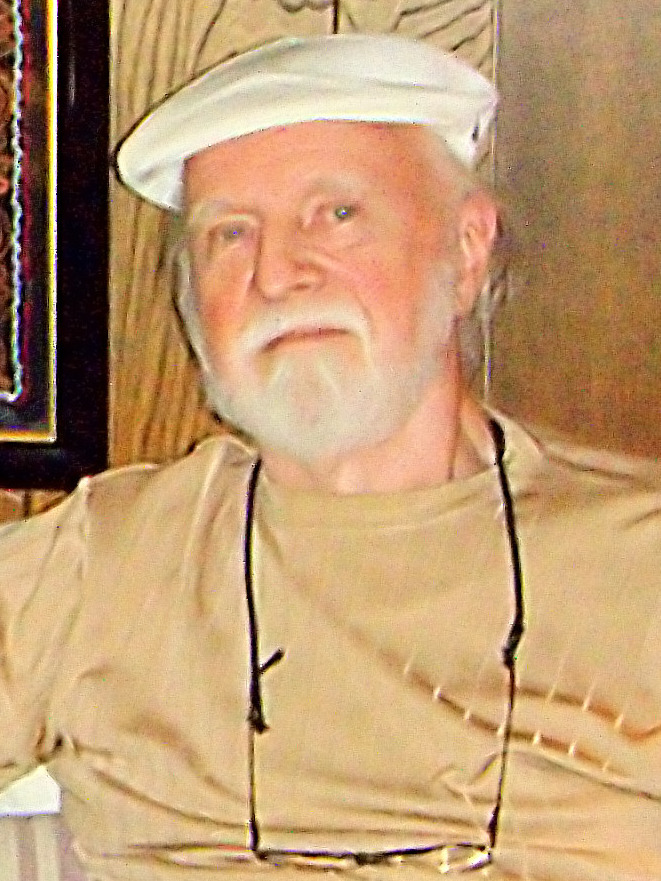

리처드 매드슨(영어: Richard Matheson 리처드 매시슨[*], 본명: Richard Burton Matheson, 1926년 2월 20일 – 2013년 6월 23일)은 미국의 작가이자 시나리오 작가로 주로 판타지, 호러, SF 장르를 담당했다.
그는 1954년 스크린에 세 번 각색된 공상과학 공포 소설인 나는 전설이다의 작가로 가장 잘 알려져 있다. 매드슨 자신은 1964년에 개봉된 빈센트 프라이스 주연의 첫 번째 영화 버전인 지상 최후의 사나이의 공동 작가였다. 다른 두 개작 작품은 찰턴 헤스턴이 출연한 오메가 맨과 윌 스미스가 출연한 나는 전설이다였다. 매드슨은 또한 "Nightmare at 20,000 Feet" 및 "Steel"을 포함하여 더 트와일라잇 존(The Twilight Zone)의 16개 TV 에피소드와 로저 코먼 및 아메리칸 인터내셔널 픽처스(American International Pictures)를 위한 에드거 앨런 포 이야기의 여러 개작을 각색했다. 그는 1971년 자신의 단편 소설 "결투"(Duel)를 각본으로 각색했으며, 그해 같은 이름의 TV 영화(결투 (1971년 영화))를 위해 스티븐 스필버그가 감독했다.
나는 전설이다와 결투 외에도 9편의 소설과 단편이 영화로 각색되었다.